# Xenoturbellida
Xenoturbellida je podkoljeno u carstvu životinja koje obuhvaća porodicu Xenoturbellidae s jednim rodom, Xenoturbella, i šest vrsta bilateralnih crvolikih morskih životinja dugih oko 2 centimetra do tri centimetra, na mekanim podlogama do 100 metara dubine. Životinja ima usta na sredini tijela i vode drirektno u želudac, a nema ni ždrijela ni anusa. Njihova reprodukcija je vrlo jednostavna. Hermafroditi bez gonada (spolna žlijezda), genitalnog otvora i kopulacijskog rituala. Jajašca i spermiji nastaju u parenhimu oko crijeva (int). Dvije su vrste: Xenoturbella bocki i Xenoturbella westbladi.
Prva vrsta Xenoturbella bocki otkrivena je 1915. Otkrio ju je Sixten Bock po kojemu je dobila ime, ali ju je prvi opisao Einar Westblad, 1949. Njegov taksonomski položaj ostaje zagonetan sve od otkrića pa do DNA istraživanja 2003. koje ga pozicionira na primitivnu vrstu deuterostome.
Rod Xenoturbella živi pred obalama Skandinavije, Škotske i Islanda. Danas se povezuje s Acoelomorpha crvima u novo kljeno nazvano Xenacoelomorpha, a znanstvenici za obje ove skupine kažu da dijele zajedničkog pretka od kojeg potječu drugouste (deuterostome)